# Andigena
Andigena – rodzaj ptaków z podrodziny tukanów (Ramphastinae) w rodzinie tukanowatych (Ramphastidae).

## Zasięg występowania
Rodzaj obejmuje gatunki występujące w Ameryce Południowej.

## Morfologia
Długość ciała 41–51 cm; masa ciała 222–450 g. Charakterystyczną cechą tukanów z tego rodzaju jest połączenie brązowych skrzydeł, brązowego grzbietu i żółtego kupra. Ich dziób zakrzywiony jest tylko w niewielkim stopniu. Siedząc, przybierają bardziej wyprostowaną postawę niż arasari czy inne tukany.

## Systematyka

### Etymologia
- Andigena: nowołac. Andium „Andy”; gr. γενος genos „rasa, rodzaj, gatunek”[6].
- Ramphomelus: gr. ῥαμφος rhamphos „dziób”; μελας melas, μελανος melanos „czarny”[7]. Gatunek typowy: Pteroglossus nigrirostris Waterhouse, 1839.

### Podział systematyczny
Do rodzaju należą następujące gatunki:
- Andigena laminirostris Gould, 1851 – andotukan pstrodzioby
- Andigena nigrirostris (Gould, 1846) – andotukan czarnodzioby
- Andigena hypoglauca (Waterhouse, 1839) – andotukan niebieski
- Andigena cucullata (Gould, 1833) – andotukan czarnogłowy